# Bogölen (Brunneby socken, Östergötland)
Bogölen är en sjö i Motala kommun i Östergötland och ingår i Motala ströms huvudavrinningsområde.